# Colorado Territory (film)
Colorado Territory is een Amerikaanse western uit 1949 onder regie van Raoul Walsh. De film is een nieuwe versie van diens misdaadklassieker High Sierra (1941).
Het scenario is gebaseerd op de misdaadroman High Sierra (1941) van W. R. Burnett.

## Verhaal
Als de misdadiger Wes McQueen ontsnapt uit de gevangenis, sluit hij zich opnieuw aan bij zijn bende. De groep wil een overval plegen op een trein, maar er heerst ook onenigheid over een knappe danseres, die een van de bendeleden heeft geschaakt. Wanneer McQueen een meisje leert kennen, zweert hij voortaan op het rechte pad te blijven. Eerst zal hij wel nog deelnemen aan de overval.

## Rolverdeling
| Acteur            | Personage         |
| ----------------- | ----------------- |
| Joel McCrea       | Wes McQueen       |
| Virginia Mayo     | Colorado Carson   |
| Dorothy Malone    | Julie Ann Winslow |
| Henry Hull        | Fred Winslow      |
| John Archer       | Reno Blake        |
| James Mitchell    | Duke Harris       |
| Morris Ankrum     | Sheriff           |
| Basil Ruysdael    | Dave Rickard      |
| Frank Puglia      | Broeder Tomas     |
| Ian Wolfe         | Homer Wallace     |
| Harry Woods       | Pluthner          |
| Housely Stevenson | Goudzoeker        |